# Лохова (Иркутская область)
Лохова — деревня в Черемховском районе Иркутской области России. Входит в состав Бельского муниципального образования.

## География
Деревня находится на расстоянии примерно 37 км к югу от города Черемхово, административного центра района.

## Население
| 2002 | 2010 | 2011 | 2012 |
| ---- | ---- | ---- | ---- |
| 82   | ↘56  | →56  | ↘44  |

## Улицы
В деревне имеется одна улица — Набережная.